# Aleodon
Aleodon is een geslacht van uitgestorven synapsiden behorend tot de familie Chiniquodontidae van de Cynodontia.  Dit dier leefde in het Midden- en Laat-Trias in Afrika en Zuid-Amerika.

## Fossiele vondsten
De typesoort Aleodon brachyrhamphus werd in 1955 beschreven op basis van een gedeeltelijke schedel. Dit fossiel werd in 1933 gevonden in de Manda-formatie in Tanzania. 
In 2017 werd A. cromptoni beschreven aan de hand van vondsten op meerdere locaties in de Dinodontosaurus Assemblage Zone in Santa María-formatie in de Braziliaanse deelstaat Rio Grande do Sul. Het holotype bestaat uit een gedeeltelijke bovenkaak met een gebroken hoektand en kiezen. Daarnaast zijn van A. cromptoni schedels, onder- en bovenkaken, wervels, ribben, een deel van het bekken, het linker dijbeen en voetbeentjes gevonden. Een fossiele vondst van Aleodon uit de Omingonde-formatie in Namibië werd ook aan A. cromptoni toegeschreven.

## Kenmerken
Aleodon was een carnivoor. De schedellengte bedroeg 13 tot 31 cm. Aleodon had een korte, brede snuit, robuuste kaken en grote hoektanden.